# Wagga Wagga
Wagga Wagga är en stad i New South Wales, Australien, med 48 263 (2016) invånare, därmed den största staden i delstaten som inte ligger vid kusten. Wagga Wagga torde komma från det utdöda aboriginskspråket Wiradhuri och betyda ungefär ”många kråkor”.
Charles Sturt University finns på orten.

### Fotnoter
1. 1 2  2016 Census QuickStats: Wagga Wagga. Australian Bureau of Statistics. Läst 11 november 2017.
2. ↑  ”Wagga Wagga”. The Age. Australia: Fairfax Media. http://www.theage.com.au/travel/travel-factsheet/wagga-wagga-20081113-5ylh.html. Läst 18 januari 2010.
3. ↑  ”Geographical Names Register Extract”. Geographical Names Board of NSW. Arkiverad från originalet den 12 februari 2012. https://web.archive.org/web/20120212072153/http://www.gnb.nsw.gov.au/name_search/extract?id=SXKqjzqbMa. Läst 14 juli 2012.